# VTB Kremlin Cup 2021
Der VTB Kremlin Cup 2021 war ein Tennisturnier der WTA Tour 2021 für Damen und ein Tennisturnier der ATP Tour 2021 für Herren in Moskau. Die Turniere für beide Geschlechter fanden zeitgleich vom 18. bis 24. Oktober 2021 statt.

## Herrenturnier
→ Hauptartikel: VTB Kremlin Cup 2021/Herren
→ Qualifikation: VTB Kremlin Cup 2021/Herren/Qualifikation

## Damenturnier
→ Hauptartikel: VTB Kremlin Cup 2021/Damen
→ Qualifikation: VTB Kremlin Cup 2021/Damen/Qualifikation